# Plecopterodes calida
Plecopterodes calida là một loài bướm đêm trong họ Noctuidae.